# Excelsior (azienda)
La Excelsior è un'importante azienda costruttrice di strumenti musicali ed in particolare fisarmoniche delle Marche. L'azienda fu fondata a New York nel 1924 e realizzò la fabbrica di Castelfidardo nel 1948 quando i suoi fondatori Egisto e Roberto Pancotti emigranti negli Stati Uniti tornarono in Italia.
La Excelsior che oggi costruisce esclusivamente fisarmoniche seguendo metodi tradizionali, negli anni '60 e '70 costruì anche un certo numero di Organi elettrici e sintetizzatori.

## Musicisti che usano la Excelsior
- Leonardo Sgavetti dei Modena City Ramblers
- Les Ogres de Barback
- Zanna dei Riserva Moac
- Roberto Lucanero
- Art Van Damme
- Peppino Principe
- Antonello Salis
- Emanuele Rastelli